# Bristol Old Vic Theatre School
El Bristol Old Vic Theatre School, es una escuela de arte dramático afiliada con el Conservatoire for Dance and Drama. y asociada a la Faculty of Creative Arts de la University of the West of England.

## Historia
El Bristol Old Vic Theatre School fue abierto en octubre de 1946, ocho meses después de la fundación de la Bristol Old Vic Theatre Company, por el actor y director británico Laurence Olivier como una escuela de formación para la compañía. Comenzó en una habitación, arriba de un almacén de frutas, siendo conocida como "la escuela fruta" siendo que el edificio se encontraba rodeado por varios mercados de fruta.
En 1954, Dorothy Reynolds y Julian Slade escribieron para la escuela el musical Salad Days, convirtiéndose rápidamente en un inesperado éxito y trasladando y presentando la obra en el West End con funciones simultáneas en Broadway; esto le hizo recaudar más de lo necesario para mudarse a un edificio más grande en Downside Road (dirección actual de la escuela).

## Alumnos notables
Algunos alumnos notables que han estudiado en el Bristol Old Vic Theatre School son: 
Charlie Cox
Matt Ryan
Samantha Bond
Jeffrey DeMunn
Oded Fehr
Daniel Day-Lewis
Annette Crosbie
Jennifer Bidall
Naomie Harris
Jeremy Irons
Raza Jaffrey
Theo James
Matt Barber
Shazad Latif
Jeremy Northam
David Oakes
Olivia Colman
Rupert Penry-Jones
Pete Postlethwaite
Miranda Richardson
Azela Robinson
Greta Scacchi
Patrick Stewart
Ray Stevenson
Sophie Thompson
Gene Wilder